# Atlanta Rhythm Section (album)
Az Atlanta Rhythm Section az Atlanta Rhythm Section bemutatkozó nagylemeze, amely 1972-ben jelent meg. Katalógusszáma: DL-75265.

## Az album dalai
1. Love Me Just a Little
2. Baby No Lie
3. All in Your Mind
4. Earnestine
5. Superman
6. Forty Days and Forty Nights
7. Another Man's Woman
8. Days of Your Lives
9. Make Me Believe It
10. Yours and Mine
11. Can't Stand It No More

## Közreműködött
- Rodney Justo: ének[4]
- Barry Bailey: akusztikus és elektromos gitár
- Dean Daughtry: billentyűs hangszerek
- Paul Goddard: basszusgitár
- Robert Nix: dob, ütőhangszerek